# Janne Rosendahl
John Albert (Janne) Rosendahl, född 8 januari 1820, död 23 augusti 1858 i Karlstad, var en svensk teckningslärare, gymnastiklärare och konstnär. 
Rosendahl studerade vid Konstakademin i Stockholm 1846-1850 och tilldelades där den Ribbingska medaljen 1848. Efter avslutade studier var han verksam som teckningslärare och gymnastiklärare vid Karlstads läroverk.
Hans konst består av landskapsmotiv från Värmland och ett flertal porträtt bland annat av tre medlemmar i släkten d´Albedyhll och Carl Wilhelm Teden.Rosendahl finns representerad vid Nationalmuseum i Stockholm.
Janne Rosendahl var son till rådmannen Samuel Rosendahl och Johanna Christina Fagerlin. Han gifte sig 1854 med Lovisa Mathilda Fagerlin.